# Principiul contracției

## Principiul contracției
Fie  {\displaystyle (S,d)}  un spațiu metric complet. Aplicația {\displaystyle f:S\longrightarrow S} este o contracție a lui S dacă există {\displaystyle q\in (0,1)}, numit coeficient de contracție, astfel  încât:
{\displaystyle d(f(x),f(y))\leq qd(x,y)(\forall )x,y\in S\ (1.1)}
Punctul {\displaystyle c\in S} se numește punct fix al aplicației {\displaystyle f:S\longrightarrow S} dacă avem: {\displaystyle f(c)=c.\ (1.2)}
Fie {\displaystyle a_{0}\in S} fixat și fie șirul de puncte {\displaystyle (a_{n})_{n\in \mathbb {N} }} din S definit succesiv prin:
{\displaystyle \left\{{\begin{array}{rcl}a_{1}=f(a_{0})\\a_{2}=f(a_{1})\\...................\\a_{n}=f(a_{n-1})\end{array}}\right.\;}
Știind că S este un spațiu metric complet pentru a arăta că șirul {\displaystyle (a_{n})_{n\in \mathbb {N} }} definit prin (1.3) este convergent în S este suficient să arătăm că acest șir este fundamental în S. Deoarece f este o contracție a lui S, avem succesiv:
{\displaystyle d(a_{1},a_{2})=d(f(a_{0}),f(a_{1})\leq qd(a_{0},a_{1})}
{\displaystyle d(a_{2},a_{3})=d(f(a_{1}),f(a_{2})\leq qd(a_{1},a_{2})\leq q^{2}d(a_{0},a_{1})}
{\displaystyle d(a_{3},a_{4})=d(f(a_{2}),f(a_{3})\leq qd(a_{2},a_{3})\leq q^{3}d(a_{0},a_{1})}
Prin inducție se obține:
{\displaystyle d(a_{n},a_{n+1})\leq q^{n}d(a_{0},a_{1}),(\forall )n\in \mathbb {N} ,q\in (0,1).}   (1.4)
Pe de altă parte, pentru orice {\displaystyle p\in \mathbb {N} }, avem 
{\displaystyle d(a_{n},a_{n+p})\leq d(a_{n},a_{n+1}+d(a_{n+1},a_{n+2})+...d(+a_{n+p-1},a_{n+p})}
și folosind corespunzător inegalitatea (1.4) se obține:
{\displaystyle d(a_{n},a_{n+p})\leq q^{n}d(a_{0},a_{1})+q^{n+1}d(a_{0},a_{1})+...+q^{n+p-1}d(a_{0},a_{1})=}
{\displaystyle =q^{n}d(a_{0},a_{1})(1+q+q^{2}+...+q^{n-1})=q^{n}d(a_{0},a_{1}){\frac {q^{p}-1}{q-1}}=}
{\displaystyle =q^{n}d(a_{0},a_{1}){\frac {1-q^{p}}{1-q}}\leq {\frac {q^{n}}{1-q}}d(a_{0},a_{1}).}
Deci:
{\displaystyle d(a_{p},a_{n+p})\leq {\frac {q^{n}}{1-q}}d(a_{0},a_{1}),(\forall )n\in \mathbb {N} ,(\forall )p\in \mathbb {N} ,q\in (0,1).}   (1.5)
Presupunem că {\displaystyle d(a_{0},a_{1})\neq 0}. Deoarece {\displaystyle q\in (0,1)\Rightarrow {\frac {q^{n}}{1-q}}d(a_{0},a_{1})\rightarrow 0\in \mathbb {R} }, ceea ce implică:
{\displaystyle ((\forall )\varepsilon >0,(\exists )N(\varepsilon )},    (1.6)
astfel încât {\displaystyle (\forall )n>N(\varepsilon )} și {\displaystyle (\forall )p\in \mathbb {N} \Rightarrow d(a_{n},a_{n+p})<\varepsilon } și aratăm că șirul de puncte {\displaystyle (a_{n})_{n\in \mathbb {N} }} este  un șir fundamental în spațiul metric complet S și in consecință este convergent în S. În acest caz notăm {\displaystyle c=\lim \limits _{n\rightarrow \infty }a_{n}};
{\displaystyle c\in S(a_{0}\longrightarrow c}) în S.
În acest caz notăm: {\displaystyle c=\lim \limits _{n\rightarrow \infty }a_{n}}; {\displaystyle c\in S} ({\displaystyle a_{0}\rightarrow c} în S). Să  arătăm că c este punctul fix al contracției f.

Deoarece {\displaystyle a_{n}\rightarrow c} în S, rezultă că pentru orice {\displaystyle \varepsilon >0}, există un rang {\displaystyle x(\varepsilon )>o}, astfel încât dacă {\displaystyle n>N(\varepsilon )}, atunci {\displaystyle d(a_{0},c)<\varepsilon }.
Observând și inegalitatea evidentă {\displaystyle d(f(a_{0}),f(c))\leq d(a_{0},c)}, datorită contracției f, se obține: {\displaystyle d(f(a),f(c))<\varepsilon ,(\forall )n>N(\varepsilon ))} care arată că {\displaystyle f(a_{0})\rightarrow f(c)}  în  S și  care implică : {\displaystyle a_{n+1}\rightarrow f(c)} în S. Dar avem și {\displaystyle a_{n+1}\rightarrow c} în  S și cum S este spațiu metric (unde limita unui șir convergent este unică  rezultă egalitatea {\displaystyle f(c)=c}, adică {\displaystyle c\in S} este punct fix al contracției f. 
Să arătăm acum unicitatea lui c.
Presupunem că mai există {\displaystyle c_{1}\in S}, astfel încât  {\displaystyle f(c_{1})=c_{1}}. În acest caz avem {\displaystyle d(c,c_{1})=d(f(c),f(c_{1}))\leq qd(c,c_{1}).}
Rezultă  {\displaystyle (1-q)d(c,c_{1})\leq 0,q\in (0,1)}, care implică {\displaystyle d(c,c_{1})=0} și deci  {\displaystyle c_{1}=c}.
Am arătat că punctul fix al contracției este unic.
{\displaystyle d(a_{2},a_{3})=d(f(a_{1}),f(a_{2}))\leq qd(a_{1},a_{2})\leq q^{2}d(a_{0},a_{1})}